# やよいひめ
やよいひめは日本・群馬県で育成されたイチゴの品種。
2016年の群馬県におけるイチゴ出荷量の8割をやよいひめが占めている。
とねほっぺ（群馬県育成品種）ととちおとめ（栃木県育成品種）を交配させた系統品種に、とねほっぺを交配させた品種。2005年に品種登録され、日本全国で栽培されている。

## 特徴
- 粒が大きい。一粒の重さは、平均で約20グラム。収穫されるやよいひめの約6割が2L規格（15グラム）以上である[4]。
- 果皮は薄紅色[5]。
- 糖度は高い（9度）[1]。
- 酸味はひかえめではあるが[1]、昨今の酸っぱくないイチゴ品種よりはしっかりとした酸味がある[5]。
- 糖度、酸度のバランスが良い[5]。
- 他のイチゴ品種の品質が低下しやすい3月（弥生）でも安定した品質を保てる[3]。
- 気温が高くなる4月以降に味が良くなる[5]。
- 果肉が硬くいため傷みにくく、日持ちがする[1]ため、輸送に強く宅配にも向く[5]。

## ドライやよいひめ
群馬県農業技術センターは、やよいひめの色、風味、形の特徴を生かした新たな加工品として熱風乾燥した「ドライやよいひめ」を開発した。六次産業化も期待されている。